# Noppe

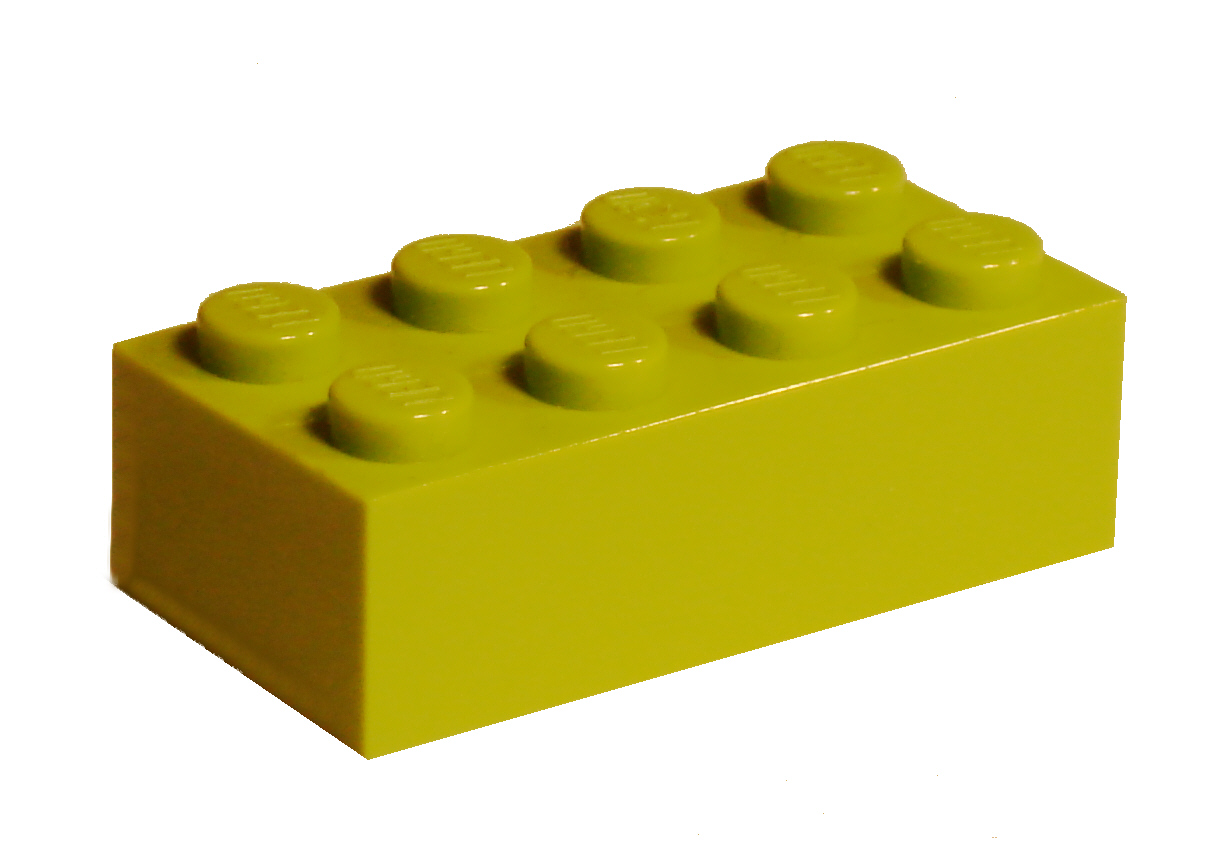
Ein 4-×-2-Klemmbaustein mit Noppen der Marke Lego

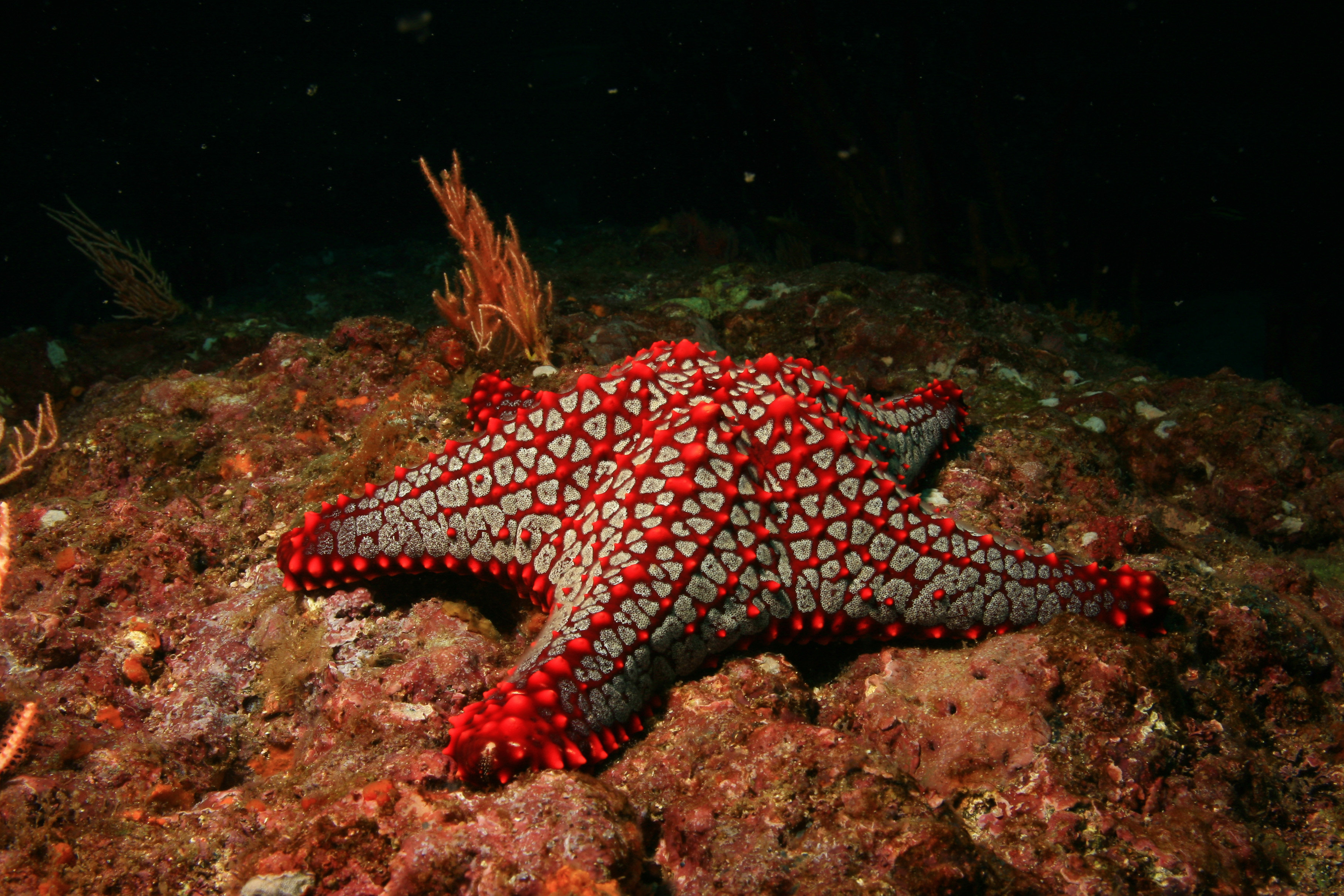
Panamaischer Noppen-Seestern

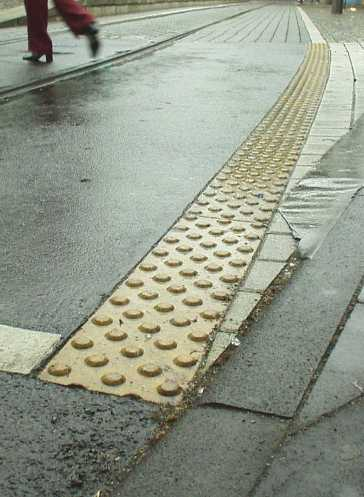
Noppenplatten als Bodenleitsystem

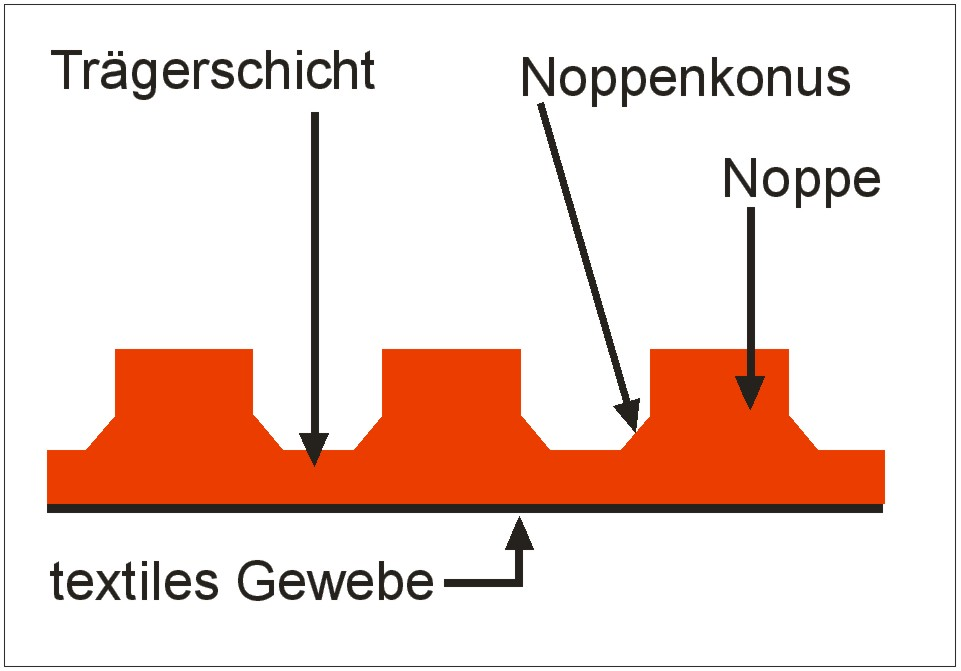
Noppen auf einem Tischtennisschläger

Eine Noppe (Verwendung meist im Plural: die Noppen; von Spätmittelhochdeutsch/Mittelniederdeutsch noppe ‚Knötchen im Gewebe‘, ‚Wollflocke‘) ist allgemein eine höckerartige Erhebung auf einer Oberfläche und speziell, im ursprünglichen Sinn, eine knotenartige Verdickung in einem Garn bzw. Gewebe. Als Noppen bezeichnete Formen finden sich einerseits in der Natur und andererseits bei vielen Objekten aus dem künstlich-technischen Bereich. Das Noppen als Prozess kann nicht nur bedeuten, etwas mit Noppen zu versehen, sondern auch unerwünschte Noppen, die bspw. bei der Walkstoff-Produktion entstehen, zu entfernen.

## Noppen in der Natur
In der Natur finden sich viele noppenartige Formen, die den unterschiedlichsten Zwecken dienen – angefangen von den Papillen auf der Schleimhaut der Zunge, die mit ihrer Rauheit bspw. Hauskatzen die Katzenwäsche erleichtern, über Noppen-Seesterne (z. B. Panamaischer Noppen-Seestern) bis hin zur Genoppten Turmdeckelschnecke.

## Anwendungsbeispiele
Für noppenähnliche Formen besteht ein breites Spektrum von Anwendungsbeispielen. Aus dem späten Neolithikum und der Bronzezeit (3500–1500 v. Chr.) sind Carved Stone Balls bekannt, auffällig mit Noppen besetzte Steinbälle, die vermutlich Statussymbole waren.
In der traditionellen Herstellung von Glas gibt es für noppenartige Formen die sprachgeschichtlich eng verwandte Bezeichnung Nuppen.
Bei der Ausgestaltung von Textilien gehören Noppen seit jeher zu den zentralen Gestaltungselementen. So enthalten viele Flachgewebe wie Bouclé, Salamine und Tweed typischerweise Noppen, oftmals auch Teppiche und Handtücher. Nicht selten ist dies aus praktischen Gründen der Fall, in anderen funktionieren Noppen als Muster bzw. Zierde. Bei Stoppersocken für Kinder dienen Noppen zur Erhöhung der Rutschfestigkeit. Allerdings können gerade bei Textilien Noppen auch unerwünscht sein und als Kämmling bzw. per Noppeneisen entfernt werden. Beim Herstellen von Walkstoffen aus Loden ist das Noppen ein Teil des Arbeitsprozesses und bedeutet hier, aus einem Gewebe die Noppen auszuzupfen.
Zum Einsatz kommen Noppen ferner als Teil von Schließvorrichtungen wie beim Kontrollarmband oder beim Pilzkopf-Klettverschluss.
Im Bauwesen finden mit Noppen besetzte Platten Verwendung als Bodenindikatoren in Bodenleitsystemen, z. B. an Bushaltestellen. Sie lassen sich mit dem Langstock, oft aber auch mit den Füßen ertasten und sind deshalb zur Warnung geeignet. Betonpflastersteine sind teils mit Noppen versehen, um als Abstandhalter den Einbau zu erleichtern.
Als Isolierung dienen Noppen in Form von Noppenbahnen (Schutzschicht beim Hausbau) oder auch als wesentlicher Bestandteil von Luftpolsterfolie (Teil von Verpackungen).
In aller Vielfalt treten Noppen im Sport auf, wo sie bspw. beim Belag von Tischtennisschlägern sowie auf den Oberflächen von Football- und Rugbybällen sowie teils auch Hockeybällen zu finden sind.
Nicht zuletzt gibt es ein breites Anwendungsspektrum auch im Bereich Gesundheit und Hygiene, wo Noppen z. B. der Stimulation dienen können. Sie finden sich u. a. an Nagelmatten, Igel- und Reaktionsbällen auf Fingerzahnbürsten und Kondomen sowie an Haarbürsten. Mit Noppen besetzt sind ferner Trocknerbälle in Wäschetrocknern. Bei der Normbrunnenflasche sollen Noppen die Rutschfestigkeit verbessern.

### Noppen als Markenzeichen
In einigen Fällen sind Noppen gar zum Markenzeichen von Produkten geworden. Dies betrifft bspw. Klemmbausteine der Marken Lego aber auch Modulex M20, Tente, Pebe, Formo und Rasti. Das Sohlenprofil mit überdimensionalen Noppen ist ein wesentliches Kennzeichen von Schuhen des Herstellers Camper. Das Unternehmen nora systems ist dafür bekannt, mit Noppen besetzte Fußbodenbeläge herzustellen.